# ESCL (Computer)
eSCL ist ein treiberloses Scan-Protokoll, das von der  Mopria Alliance entwickelt wurde. eSCL ist eine RESTful-Schnittstelle zu Scannern, mit dem Ziel, die Client-Seite beim Scannen zu vereinfachen, indem lediglich ein Intent (die gewünschte Aktion) angegeben wird, anstatt alle potenziell komplexen Scanner-Einstellungen zu kennen, die, mit eSCL, vom ausführenden Scanner selbstständig passend zum Intent gesetzt werden.
eSCL umfasst u. a.
- Scanner-Suche
- Scanner-Informationen, wie DPI-Fähigkeiten
- zu verwendender Intent-Typ, wie Dokument-, Foto- oder Vorschauscan
- Informationen zum Scanfortschritt
- Status der Scanaufträge

Neben den Standard-Scanansätzen sind Funktionen wie 'Scan back to mobile' oder das Verknüpfen von Cloud-Diensten spezifiziert.